# 共鳴理論

二酸化窒素の寄与構造の内の2種類

ベンゼン分子の共鳴

共鳴の例

化学における共鳴理論（きょうめいりろん）とは、量子力学的共鳴の概念により、共有結合を説明しようとする理論である。

## 共鳴理論の提唱
1929年にライナス・ポーリングはハイトラーとロンドンによる水素分子の共有結合の描像から、共有結合が量子力学的共鳴に基づくものという描像を提唱した。すなわち水素分子の全電子の波動関数Ψ(1, 2) = c1φHa(1)φHb(2) + c2φHa(2)φHb(1) を水素原子Haに電子1が所属し水素原子Hbに電子2が所属する状態と、水素原子Haに電子2が所属し水素原子Hbに電子1が所属する状態とが共鳴しておりそれにより安定化が起こっているものと考えた。ライナス・ポーリングはこの描像を発展させて様々な結合の様式について、また化合物の安定性、反応性について説明していった。
例えば極性結合については無極性結合している状態A-Bとイオン結合している状態A+-B-の共鳴によって説明した。そして、このように共鳴に寄与しているそれぞれの状態を表す構造を共鳴構造（有機電子論では極限構造と呼んでいた）、共鳴によって表される現実の構造を共鳴混成体と呼んだ。電気陰性度はこの無極性結合している状態とイオン結合している状態の寄与の割合をシュレーディンガー方程式を解くことによらなくとも簡単に評価できるようにするために導入されたパラメータである。
また、メタンCH4の4本のC–H結合が等価であることを説明するためにも、この共鳴の概念を使用した。すなわち炭素の2s軌道と3つの2p軌道が共鳴を起こし、4つの等価な軌道に再分配されるという説明である。そしてこのように共鳴により生成した新しい軌道を混成軌道と呼んだ。
そして、ポーリングはベンゼンについて複数のルイス構造（ケクレ構造、デュワー構造）に対応する波動関数の共鳴により、ベンゼンの安定性を説明することに成功した。ケクレの振動説ではベンゼンは2つのケクレ構造が互変異性しているもの、つまり化学平衡にあるものと考えていたが、共鳴理論では2つのケクレ構造はあくまで仮想的な共鳴構造であり、真の構造はそれらの共鳴混成体としているところが異なる。それ故、共鳴構造の集合である共鳴式を互変異性を表す式と混同してはならない。混同を避けるため、互変異性においてはそれぞれの互変異生体を片側に矢のある矢印2本、⇀と↽を上下に並べて表すのに対し、共鳴は2つ以上の共鳴構造を両側に矢のある一本の矢印↔で結んで表す。
この（広義の）共鳴理論はその後発展して原子価結合法となった。そのため（広義の）共鳴理論は大抵の場合、原子価結合法と称されており、現在ではこの（広義の）共鳴理論によって説明される現象の中で共鳴安定化および共鳴効果の2つの概念について（狭義の）共鳴理論と呼んでいることが多い。

## 共鳴安定化
共鳴安定化は共役π電子系において共鳴構造の寄与によって、孤立したπ電子系に比べてエネルギーが安定化することを言う。
ケクレ構造式によればベンゼンは二重結合を3本持っており、エチレンは二重結合を1本持っている。そのため単純に考えればベンゼンを水素化してシクロヘキサンにするときの発熱量はエチレンをエタンに水素化するときの発熱量の3倍になると推測される。しかし実測してみるとこの値は予想される値の半分程度しかない。これはベンゼンのπ電子系が孤立したπ電子系よりもエネルギーが低いためと考えられる。1,3-ブタジエンについても同様にして孤立したπ電子系よりもエネルギーが低いことが確認された。このように共役π電子系は余分な安定性があることは知られていたが、その起源については不明であった。
ポーリングはこのような共役π電子系について複数の共鳴構造の寄与があるものと考えて計算を行ない、孤立したπ電子系よりもエネルギーが低くなることを発見した。そこで、この余分な安定性が共鳴によるものであることから共鳴エネルギーと呼ぶようになった。
1,3-ブタジエンにおいては
{\displaystyle {\ce {C=C-C=C<->C\cdot -C=C-C\cdot <->C+-C=C-C^{-}<->{C^{-}}-C=C-C+}}}
のように両端に双性イオンの共鳴構造やビラジカルの共鳴構造の寄与がある。
ベンゼンにおいては2つのケクレ構造の他、3つのデュワー構造の寄与がある。ベンゼンなど、ヒュッケル則を満たす環状不飽和化合物は特に芳香族性としてその安定性が説明される。
有機電子論で配向性を学習する際、より多くの極限構造を描くことができる化学種が安定であるという説明がなされる。例えば置換ベンゼンのフリーデル・クラフツ反応の位置選択性を説明するために、アシルカチオンがベンゼン環に付加して生じるカルボカチオン反応中間体について描ける極限構造の数を比較し、それが多い反応中間体ほど安定であり生成しやすいという説明がされる。しかし、ある極限構造が描けたとしてもそれがどの程度安定化に寄与しているかは構造ごとのエネルギーに依存するため、単純に極限構造の数だけで安定性を評価することは厳密さを欠く。

## 共鳴効果
共鳴効果はアニオンやカチオンを持つ共鳴構造の寄与によって、その寄与を無視した時に比して分子内に電子の分布の偏り(分極)が生じることをいう。R効果と呼称されることもある。
共鳴効果という概念はライナス・ポーリングによってクリストファー・ケルク・インゴールドの提唱した有機電子論のメソメリズムの概念を量子化学で再定義する為に導入された。
メソメリズムにおいてはケクレの振動説に基づいて、共役π電子系を持つ化合物は複数の構造式の互変異性体であると考えていた。それに対して共鳴理論では、メソメリズムを表現する互変異性構造式を極限構造式として扱い、真の構造はそれらの共鳴混成体であるとして、原子価結合法を用いて量子化学的に解釈する。この結果、どの程度共鳴構造の寄与があるのか、すなわちどの程度電荷の偏りがあるのかを定量的に評価することも可能となった。

## 誤解
共鳴構造が分子の実在の過渡状態であり、分子はそれらの共鳴構造の間で振動している、あるいはそれらの間の平衡構造して存在しているという一般的誤解がある。しかしながら、これらの個々の寄与構造は実在の共鳴安定化された分子において観測することはできない。いかなる分子あるいはイオンもたった一つの形、共鳴混成体で存在する。共鳴という単語の物理学的意味との混乱のため、共鳴という用語を廃止し「非局在化」と呼ぼうという提案がなされている。ゆえに共鳴エネルギーは「非局在化エネルギー」となり、共鳴構造は「寄与構造」となる。この場合、両矢印は一連の構造を区切るコンマによって置き換えられ、構造間で変換が起こる反応が存在するという誤解を生じさせないようになる。

## 原子価結合法における共鳴

ベンゼンのVB混合図。A_{1g}およびB_{2u}というラベルはD_{6h}対称群に対する指標表によって定義されているように2つの状態の対称性を定義する。

共鳴は原子価結合法（VB法）の数学的定式化においてより深い重要性を持つ。量子力学は、分子の波動関数がその観測される対称性に従うことを必要とする。もし単一の寄与構造がこれを達成できないならば、共鳴が利用される。
例えば、ベンゼンでは、原子価結合法は2つのケクレ構造を使って始まり、2つの構造によって表わされている波動関数の線型重ね合わせとして分子の実際の波動関数を構築する。両方のケクレ構造が等しいエネルギーを有しているため、それらは全体構造に等しく寄与する。つまり、重ね合わせは2つの構造に等しく重み付けした1対1の線型結合である。図に示すように、対称結合が基底状態を与えるのに対して、反対称結合は第一励起状態を与える。
一般に、重ね合わせは未定の係数を使って書かれ、次に基底波動関数の任意の組に対する可能な最低エネルギーを探すために変分的に最適化される。より多くの寄与構造が含まれる時、分子の波動関数はより正確になり、より多くの励起状態を寄与構造の様々な結合から得ることができる。

### 分子軌道法との比較
共鳴理論が扱っているメソメリズムや芳香族性のもう一つの量子化学的な解釈は、量子化学の分子軌道法を用いた解釈である。原子価結合法における共鳴の解釈は、価電子はそれぞれの原子に束縛されており、分子全体として共鳴構造の電子状態の量子力学的重ね合わせで電子の挙動を示している。適切な共鳴構造の共鳴を考慮に含まなければ現実の化合物の性質を導出することができない。複雑な化合物になるほど考慮に入れるべき共鳴構造の数が指数関数的に増加していってしまう。一方、分子軌道法の解釈では電子は特定の原子に束縛されるのではなく、分子全体に広がった分子軌道に存在し、非局在化していると解釈する。分子軌道法においてはわざわざ共鳴の概念を導入するまでもなく自然にメソメリズムや芳香族性が導出される。そのため現在においては、分子軌道法を用いた解釈が主流であり、共鳴の概念は非局在化電子の分子軌道の概念で置き換えられたといって過言ではない。
原子価結合法の主な代替手段である分子軌道法（MO法）において、共鳴の「対称適合線型結合」に相当するものが原子軌道の線型結合である。MO法において、分子軌道（MO）は全ての原子上の全ての原子軌道（AO）の和として近似される。AOと同じ数のMOが存在する。それぞれのAOiは個別のMOへのそのAOの寄与を示す「重み付け」係数ciを持つ。例えば、ベンゼンでは、MOモデルは6個の炭素原子上の2pzAOの組合せである6つのπ分子軌道を与える。ゆえに、それぞれのπ分子軌道はベンゼン分子全体にわたって非局在化しており、MOを「占有」している全ての電子は分子全体にわたって非局在化する。このMO解釈によって六角形の内部に丸を描くベンゼンの描写が着想された。ベンゼンを描写する時、VB法の局在化したσ「結合」の概念とMO法の「非局在化」したπ電子の概念は初歩の化学の講義において頻繁に組み合わせて教えられている。
VBモデルにおける共鳴構造は、ベンゼンといったπ系上の置換基の効果を予測するために特に有用である。これによってベンゼン上の電子求引性基と電子供与性基につての共鳴構造のモデルがもたらされる。MO法の実用性は、原子Ciへの「重み付け」係数ciの二乗から原子上のπ系からの電荷の定量的指標が得られる点である: 電荷qi ≈ ci2。係数を二乗する理由は、AOによって電子が記述されるとすろ、AOの二乗が電子密度を与えるためである。AOはAO2 =1となるように調節（正規化）され、qi ≈ (ciAOi)2 ≈ ci2となる。ベンゼンにおいて、それぞれの炭素原子上でqi = 1である。電子求引性基を持つと、オルト位およびパラ位の炭素原子上でqi < 1 となり、電子供与性基ではqi > 1となる。

### 係数
全体構造への寄与の観点からの共鳴構造の重み付けは、原子価結合法、あるいはWeinholdのNBO5の自然結合軌道手法、あるいはヒュッケル法に基づく経験的手法に由来する非経験的手法を使用して計算することができる。共鳴を教えるためのヒュッケル法に基づくソフトウェアはHuLiSのウェブサイトから入手できる。